# Robert F. Wagner
Robert Ferdinand Wagner I  (8 de junho de 1877 - 4 de maio de 1953) foi um político americano do estado de Nova York filiado ao Partido Democrata. Foi membro da Assembleia Estadual de Nova Iorque entre 1905 e 1908,membro do Senado estadual entre 1909 e 1918. Foi presidente pro tempore do Senado Estadual de Nova Iorque entre 1911 e 1914,foi vice-governador de Nova York após o impeachment do governador William Sulzer.Em 1914, enquanto Wagner permaneceu como Presidente pro tempore do Senado Estadual, foi escolhido líder da maioria do Senado do Estado.Em janeiro de 1915, após a perda da maioria no Senado, Wagner se tornou líder da minoria, até seu fim de mandato em 1918.Wagner foi eleito o Senado dos Estados Unidos em 1926 e reeleito em 1932,1938 e 1944,renunciou ao mandato em 28 de junho de 1949, devido a problemas de saúde,Wagner faleceu no dia 4 de maio de 1953 em Nova York.